# Hyptia bradleyana
Hyptia bradleyana är en stekelart som beskrevs av Jean-Jacques Kieffer 1910. Hyptia bradleyana ingår i släktet Hyptia och familjen hungersteklar. Inga underarter finns listade i Catalogue of Life.